# Pearl Hart

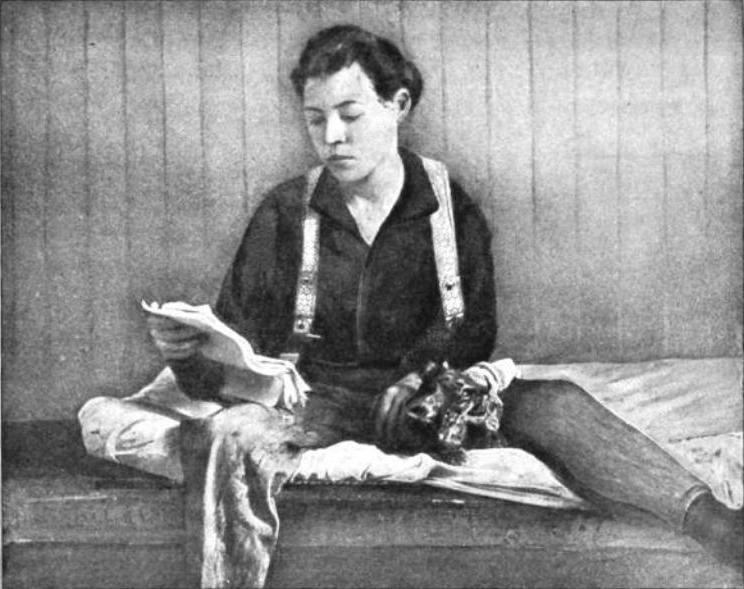
Pearl Hart, dans sa cellule.

Pearl Hart, née Taylor, née vers 1871 et morte après 1928, est une hors-la-loi canadienne du Far West américain. Elle a commis l'une des dernières attaques de diligence aux États-Unis. Sa célébrité est inhérente du fait qu'elle est une femme s'adonnant au grand banditisme.
De nombreux détails de la vie de Pearl Hart sont incertains, les sources étant à la fois variées et contradictoires.

## Jeunesse

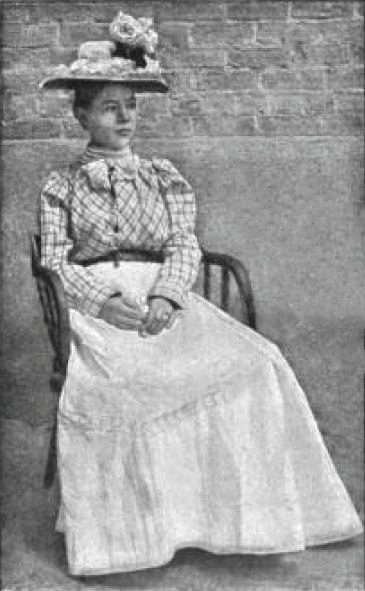
Pearl Hart, en tenue féminine.

Pearl Hart, de son nom de naissance Taylor, nait dans le village de Lindsay, en Ontario, au Canada. Ses parents sont à la fois religieux et riches, donnant à leur fille une éducation de qualité. À l'âge de 16 ans, alors inscrite dans un pensionnat, elle tombe amoureuse d'un jeune homme nommé Hart, décrit comme un débauché, ivrogne, et/ou joueur (Différents prénoms lui sont attribués par les sources, comme Brett, Frank, ou encore William). Ils s'enfuient tous les deux, mais Pearl Hart se rend compte que son mari est violent. Elle le quitte et retourne chez sa mère.
Hart se réconcilie avec son mari, et le quitte à plusieurs reprises. Au cours de leur vie commune, ils ont eu deux enfants, un garçon et une fille, que Pearl Hart envoie à sa mère, cette dernière vivant alors dans l'Ohio. En 1893, le couple assiste à L'exposition universelle de Chicago, où le mari travaille quelque temps comme tenancier de stand. De son côté, Pearl Hart développe une fascination pour le style de vie cow-boy, en regardant le Buffalo bill's Wild West Show. À la fin de l'exposition, elle quitte son mari et embarque à bord d'un train pour Trinidad, dans le Colorado, possiblement en compagnie d'un joueur de piano nommé Dan Bandman.
Pearl Hart décrit cette période de sa vie en ces termes : « je n'avais que vingt-deux ans. J'étais belle, désespérée, découragée, et prête pour tout ce qui pourrait arriver. Je n'aime pas m'attarder sur cette période de ma vie. Dire que je suis passée d'une ville à l'autre jusqu'à ce que j'arrive à Phoenix, me semble suffisant ». Pendant cette période, Pearl Hart travaille comme cuisinière et chanteuse. il est possible qu'elle se soit aussi prostituée, pour compléter ses revenus. Certaines sources mentionnent qu'elle développe à cette période un penchant pour les cigares, l'alcool et la morphine.
Pendant qu'elle est à Phoenix, en Arizona, Pearl Hart aurait rejoint son mari. Il la convainc de revenir avec lui et de déménager à Tucson. Une fois qu'est épuisé l'argent gagné par son épouse, il recommence à commettre des violences conjugales. Lorsque la Guerre hispano–américaine éclate, il se porte volontaire pour le service militaire. Pearl choque les observateurs de l'époque en déclarant espérer qu'il soit abattu par les espagnols. Une variante de cette série d'événements place le pianiste Dan Bandman à la place de son mari.

## Criminalité
Au début de 1898, Pearl Hart est à Mammoth, en Arizona. Certaines sources indiquent qu'elle travaille comme cuisinière dans une pension. D'autres indiquent qu'elle se prostitue près de la mine locale, employant même une deuxième femme pendant un temps. Ses rendements financiers ralentissent avec la fermeture de la mine. Pearl Hart déclare avoir à ce moment-là reçu un message lui demandant de retourner à la maison auprès de sa mère, gravement malade.

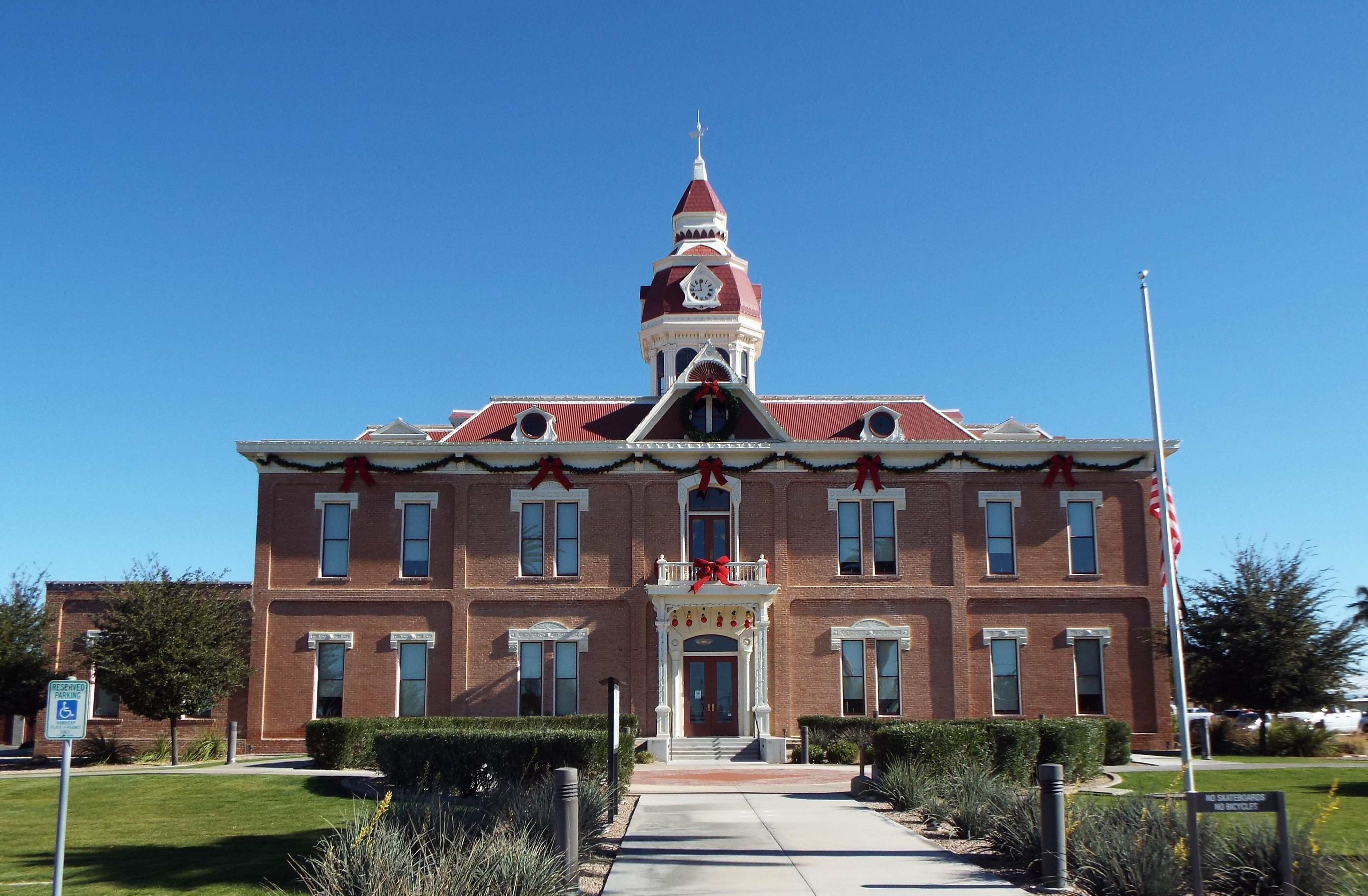
Le procès de Pearl Hart a lieu dans la Deuxième palais de justice du Comté de Pinal, situé au 135 Pinal Street à Florence.

À la recherche d'argent, Hart et une connaissance, Joe Boot (probablement un pseudonyme), travaillent dans une ancienne mine qu'ils prétendent posséder. Ne trouvant pas d'or dans cette dernière, les deux camarades décident de faire des braquages de diligences, de Globe à Florence, en Arizona.
Le braquage a lieu le 30 mai 1899 à un point d'eau  situé à proximité du Canyon Cane Springs, à environ 30 miles au sud-est de Globe. Hart coupe ses cheveux courts et s'habille en homme. Elle est armée d'un revolver .38 tandis que Joe Boot a un Colt .45. Cette route étant l'une des dernières du territoire, et n'ayant pas été le lieu de braquage depuis de nombreuses années, le convoi n'a pas embauché de shotgun messenger, terminologie désignant au XIXe siècle les protecteurs de convois et de diligences spécialisés dans la protection des trajets. Les deux bandits arrêtent la diligence, et Boot pointe son pistolet sur les victimes tandis que Hart dérobe 431,20 $ et deux armes à feu aux passagers. Après avoir rendu 1 $ à chacun d'entre-eux, elle récupère l'arme du conducteur. Les deux voleurs prennent ensuite la fuite sur leurs chevaux, le pilote de la diligence ayant dételé l'un des chevaux du convoi et pris la direction de la ville pour avertir le shérif.
Les sources sur les jours suivants sont plutôt contradictoires. Selon Pearl Hart, les deux hors-la-loi prennent un chemin réputé pour perdre quiconque les aurait suivis, et discutent de leur futurs plans. D'autres sources, au contraire, prétendent que le couple se perd et tourne en rond. De toute manière, une troupe dirigée par le Shérif Truman de Comté de Pinal les rattrape le 5 juin 1899. Tous les deux endormis au moment de leur capture, le Shérif Truman a précisé que Joe Boot se rend aux autorités, tandis que Pearl Hart tente d'y échapper en combattant ces dernières.

## Séjour en prison
À la suite de leur arrestation, Joe Boot est détenu à Florence, en Arizona, alors que Pearl Hart est enfermée à Tucson, ces deux prisons ne disposant pas, au demeurant, d'installations pour femme.
L'aspect inédit d'une femme braqueuse de diligence de voleur donne naissance à une véritable frénésie médiatique, et des reporters de tout le pays, en plus de la presse locale s'emparent de l'affaire, en quête d'interviews et de photographies de  Pearl Hart. Un article dans le Cosmopolitan dit d'Hart qu'elle est « tout le contraire de ce qui serait attendu d'une femme braqueuse » bien que, « quand elle est en déterminée, ou colère, des lignes émergent autour de ses yeux et de sa bouche. ».
Les locaux sont fascinés par Pearl Hart, au point qu'un fan lui offre un bébé lynx roux, en guise d'animal de compagnie.
La cellule où Pearl Hart est incarcérée est faite de lattes et de plâtre, ce qui est particulièrement peu solide. Profitant de ces matériaux de construction peu résistants, et peut-être avec l'aide d'un complice, Pearl Hart s'échappe le 12 octobre 1899, laissant un trou de 46 centimètres dans le mur. Elle est reprise deux semaines plus tard, près de Deming, au Nouveau-Mexique.
Le procès de Pearl Hart et Joe Boot se tient en octobre 1899. Pendant le procès, Hart  fait un plaidoyer enflammé pour le jury, affirmant qu'elle avait besoin de l'argent pour être en mesure de rejoindre sa mère malade. Le Juge, Fletcher M. Doan est choqué et énervé par le verdict de non-culpabilité rendu par le jury, et a sanctionné les membres pour avoir failli à leurs devoirs de citoyens.
Immédiatement après l'acquittement, Pearl Hart et Joe Boot sont à nouveau arrêtés, accusés de falsification de courriers américains. Ils sont condamnés lors de leur deuxième procès, Boot et Hart écopant respectivement de trente et de cinq ans d'emprisonnement.
Ils sont tous les deux envoyés à la Yuma Territorial Prison pour y purger leurs peines. Boot est devenu un membre du Trusty system, conduisant des chariots de ravitaillement aux chain gangs travaillant à l'extérieur des murs. Un jour, alors qu'il conduit un chariot, il s'échappe, et n'a jamais été revu. Au moment de son évasion, Joe Boot avait fait un peu moins de deux ans de sa peine.
L'attention médiatique que Pearl Hart reçoit en prison ne désemplit pas. Le directeur de l'établissement, qui apprécie la popularité de la détenue, lui accorde une cellule surdimensionnés de 8 par 10 pieds (2.4 par 3,0 m), donnant sur la montagne, et qui comprend une petite cour. Il lui permet en outre de s'entretenir avec les journalistes et d'autres invités, et de poser pour des photos,. Pearl Hart profite à son tour de sa position d'unique femme dans la prison pour obtenir des aménagements et améliorer sa situation personnelle.
Pearl Hart sort de prison en décembre 1902, bénéficiant de la grâce du Gouverneur Alexander Brodie. La raison de cette grâce, accordée à la condition qu'elle quitte le territoire fédéral, n'est pas claire. À l'époque, Pearl Hart affirme qu'elle doit se rendre à Kansas City pour jouer le rôle principal dans une pièce de théâtre écrite par sa sœur, au sujet de sa vie de criminelle. Plus tard, vers 1964, et à la suite de la mort de toutes les personnes potentiellement impliquées, une rumeur suggère que Hart a été graciée parce qu'elle était alors enceinte, afin de ne pas créer un scandale dans l'institution pénitentiaire. Il n'existe aucune preuve attestant de l'existence d'un troisième enfant. Lors de la sortie de prison, Hart se voit offrir un billet de train pour Kansas City, au Missouri.

## Après la prison
Après avoir retrouvé la liberté, Pearl Hart disparait de la vie publique. Elle participe brièvement à un spectacle sur sa vie, où elle rejoue son crime, et raconte ce qu'elle a vécu à la Yuma Territorial Prison. Ensuite, elle a travaillé, sous un pseudonyme, au sein du Buffalo bill's Wild West Show. En 1904, Pearl Hart dirige un magasin de cigares à Kansas City, où elle est arrêtée pour recel. Elle est acquittée.
La fin de la vie de Pearl Hart est peu connue, les sources étant incomplètes et contradictoires. Elle serait retournée à la prison de Tucson, 25 ans après son emprisonnement, pour visiter la cellule qu'elle avait occupée. De même, un agent du recensement, a affirmé en 1940 avoir découvert que Pearl Hart vivait en Arizona sous un faux nom. Une rumeur persistante dans le Comté de Gila prétend que Pearl Hart est retournée à Globe, et y aurait vécu paisiblement, jusqu'à sa mort le 30 décembre 1955. La date de sa mort est inconnue, mais certaines sources mentionnent parfois qu'elle aurait vécu jusqu'à la fin des années 1960.

## Dans la culture populaire
En plus d'être un élément largement utilisé dans la mythologie des Westerns, les exploits  de Pearl Hart ont été présentés dans d'autres genres : 
Ses aventures sont narrées dans film Yuma City, datant du début des années 1900. 
La pièce de théâtre Lady With a Gun et la comédie musicale The Legend of Pearl Hart sont également fondées sur l'histoire de Pearl Hart,. 
En outre, le livre de Jane Candia Coleman I, Pearl Hart, est un roman historique basé sur la vie de la braqueuse de diligences.
Pearl Hart a fait l'objet d'un épisode de Death Valley Days, en 1964, intitulé The Last Stagecoach Robbery, avec Anne Francis dans le rôle-titre.